# Austrolichtensia hakearum
Austrolichtensia hakearum är en insektsart som först beskrevs av Fuller 1897.  Austrolichtensia hakearum ingår i släktet Austrolichtensia och familjen skålsköldlöss. Inga underarter finns listade i Catalogue of Life.